# کبوتر میوه‌خوار نگروس
کبوتر میوه‌خوار نگروس با نام علمی Ptilinopus arcanus گونه‌ای پرنده از خانوادهٔ کبوتران و بومی فیلیپین است. حیات این پرنده به‌واسطهٔ تخریب جنگل‌های مرطوب گرمسیری و نیمه‌گرمسیری زیستگاه آن مورد تهدید قرار دارد به نحوی که آن را در فهرست گونه‌های به‌طور بحرانی در خطر انقراض دسته‌بندی کرده‌اند. بااین‌وجود از سال ۱۹۵۳ تاکنون هیچ گزارشی مبنی بر مشاهدهٔ این کبوترسان ارائه نشده و ممکن است نسل آن منقرض شده باشد.